# Krombeinius lerouxi
Krombeinius lerouxi is een vliesvleugelig insect uit de familie Perilampidae. De wetenschappelijke naam is voor het eerst geldig gepubliceerd in 1987 door Rasplus.